# Ano galáctico

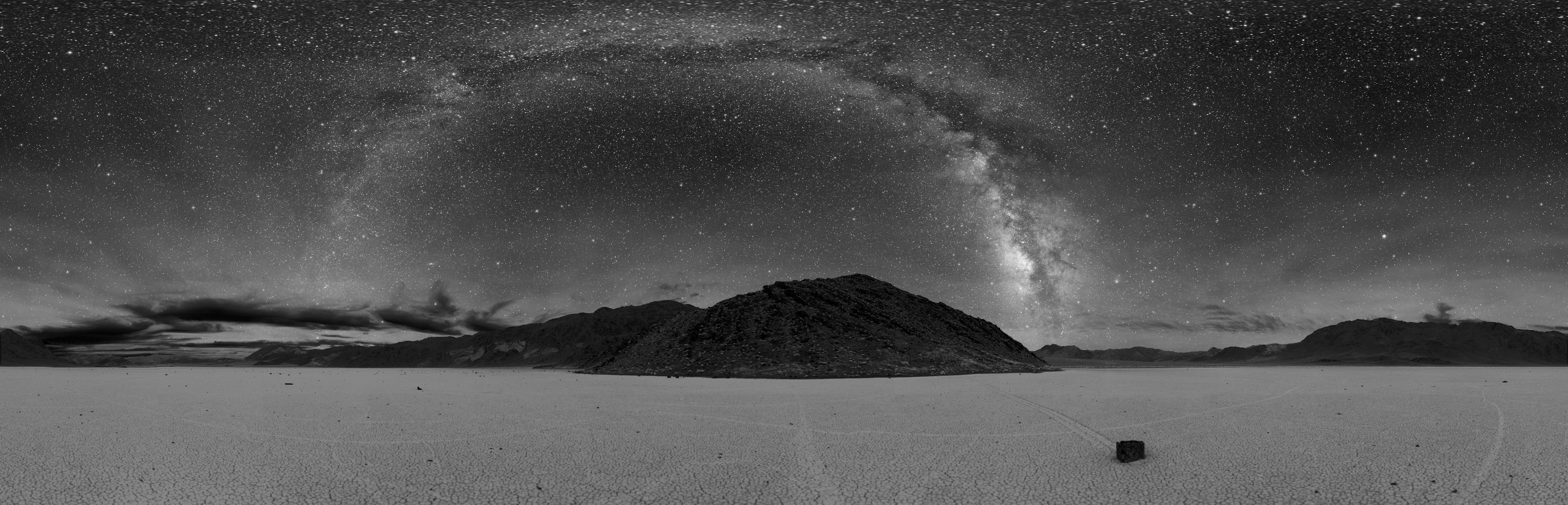
Panorama da Via Láctea, tomada do Vale da Morte.

O ano galáctico, também conhecida como ano cósmico, é o período orbital do Sistema Solar em torno do centro da Via Láctea. Estimativas do período orbital do Sistema Solar varia entre 225 a 250 milhões de anos terrestres.